# 西紫村
西紫村（にしむらさきむら）は、福岡県企救郡にあった村。現在の北九州市小倉南区・八幡東区の一部にあたる。

## 地理
紫川の下流左岸に位置していた。

## 歴史

### 沿革
- 1889年（明治22年）4月1日 - 企救郡蒲生村、今村、小熊野村、篠崎村が合併して村制施行し、西紫村が設立[1][2]。
- 1908年（明治41年）4月1日 - 西紫村を二分割し、大字蒲生・今村を企救郡企救村に、大字小熊野・篠崎を企救郡板櫃村にそれぞれ編入して廃止された[1][2]。

### 地名の由来
紫川の西に位置していたため。

## 産業
1890年（明治23年）篠崎に製紙所が操業。